# Lasiocampoidea
Lasiocampoidea là một liên họ bướm đêm gồm hai họ bướm đêm kích thước từ nhỏ đến rất lớn. Lasiocampidae phân bố khắp toàn cầu, trong khi Anthelidae chỉ được tìm thấy ở Úc và New Zealand. Có khoảng 158 chi.
Nhóm này có qua hệ gần gũi với Bombycoidea và đôi khi được nhập vào đây.

## Hình ảnh

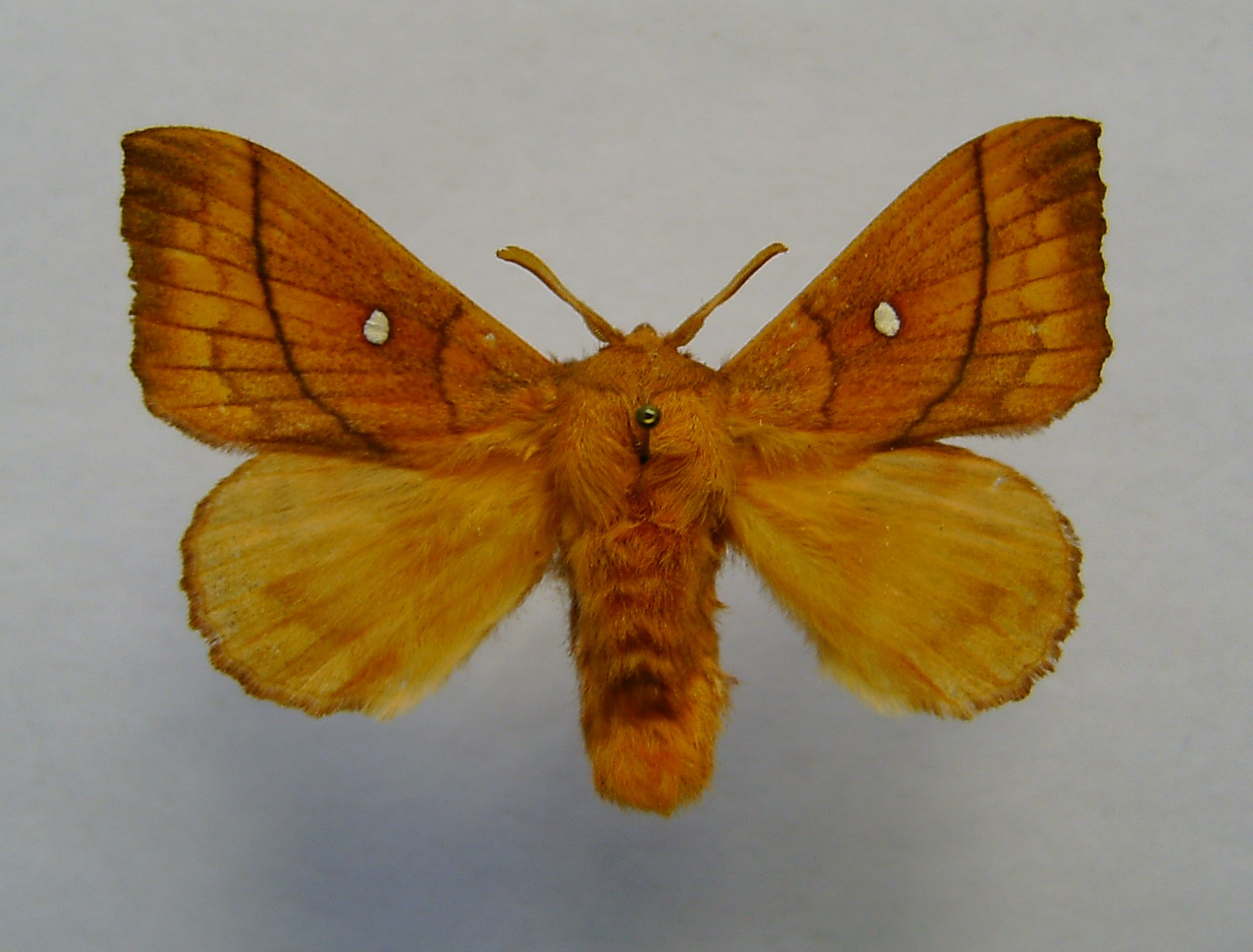